# Bernhard Strigel

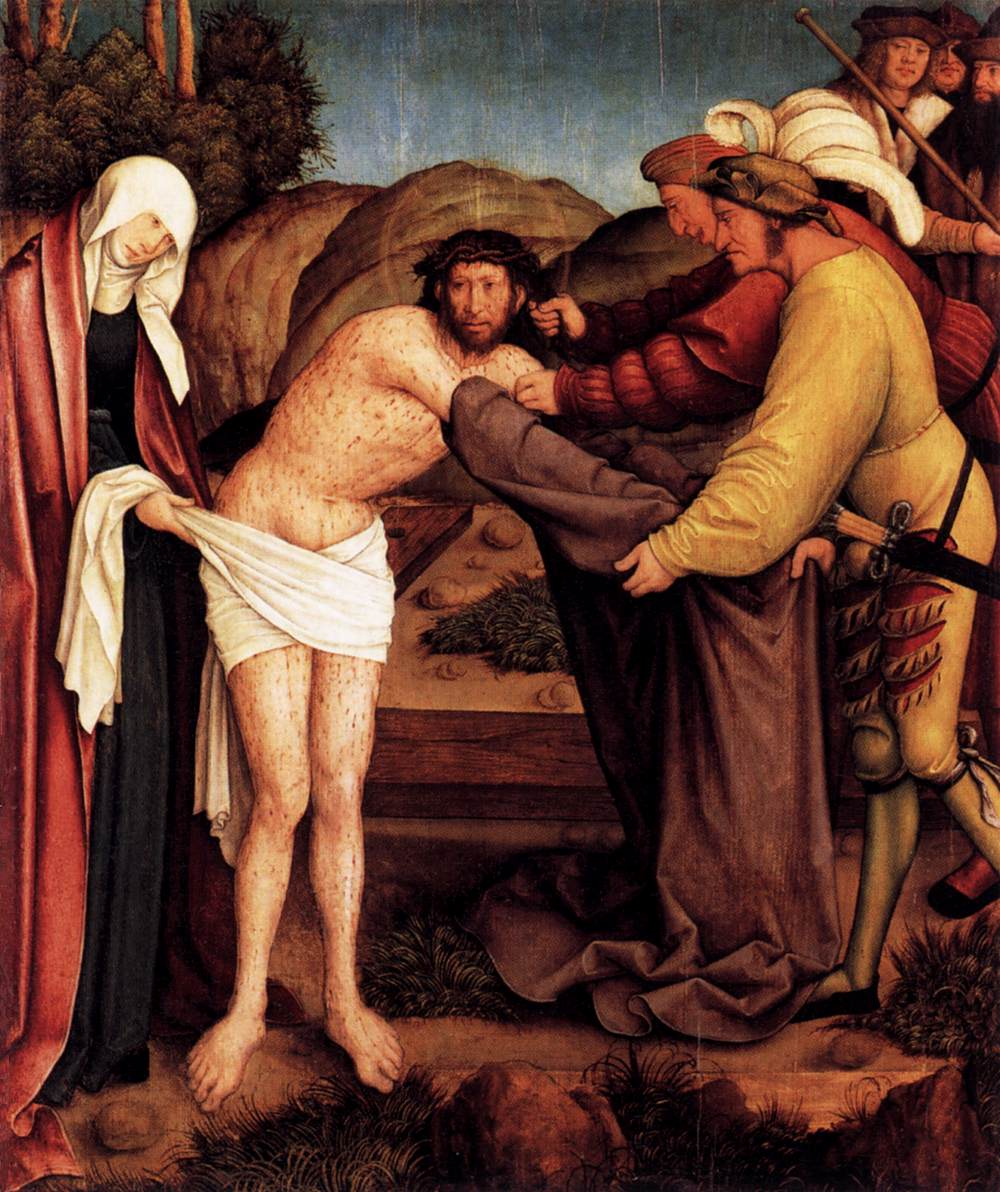
Obnażenie Chrystusa (ok. 1520)

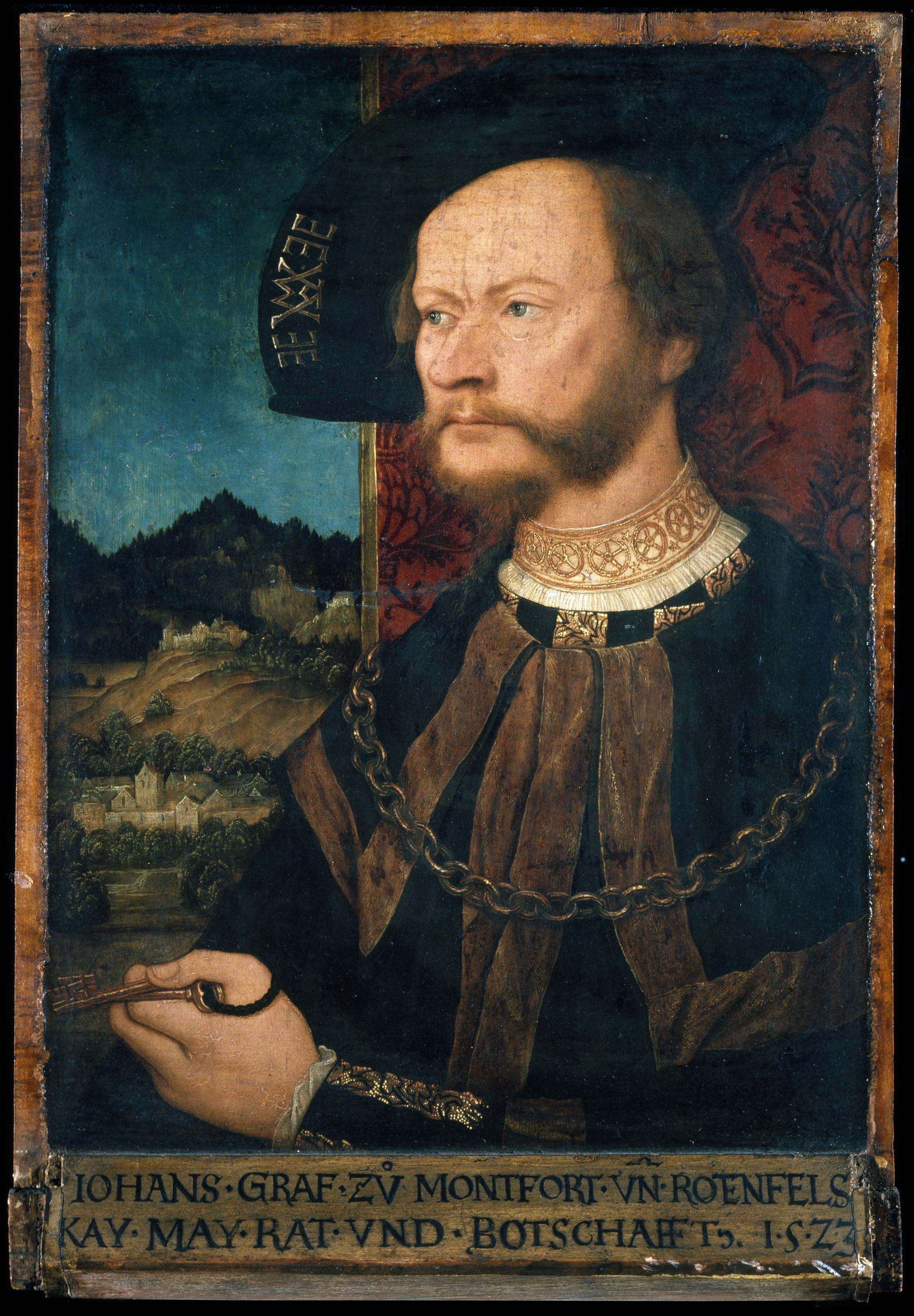
Portret Johanna II, hrabiego Montfort i Rothenfels (1523)

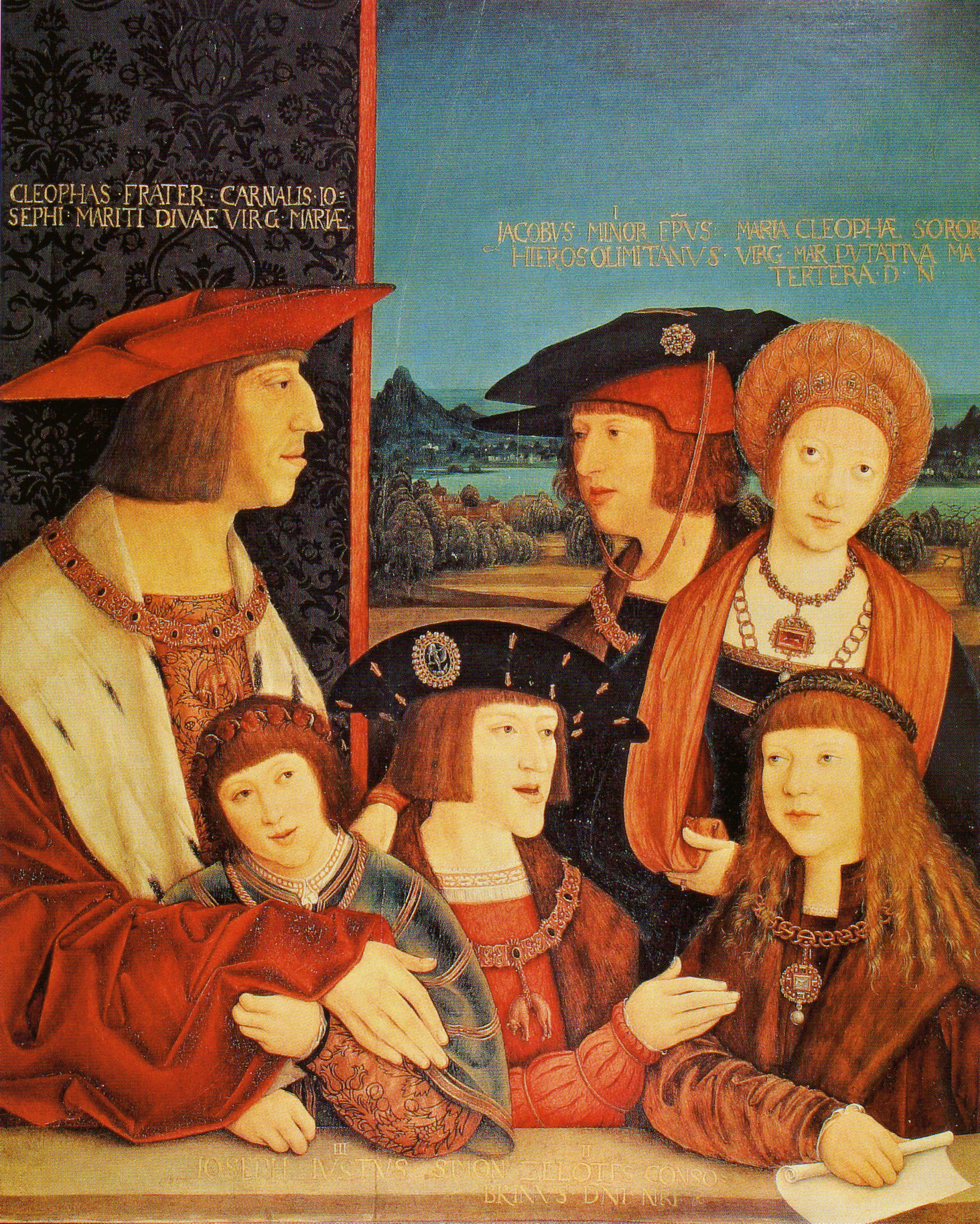
Cesarz Maksymilian z rodziną (ok. 1515)
od lewej: Maksymilian I Habsburg, Ferdynand I, Karol V, Ludwik II Jagiellończyk, Maria Burgundzka, Filip I Piękny)

 Bernhard Strigel, Mistrz Kolekcji Hirschów. (ur. ok. 1460 w Memmingen, zm. 4 maja 1528 tamże) – niemiecki malarz tworzący na przełomie gotyku i renesansu.

## Życie
Odkrył go niemiecki historyk sztuki Wilhelm von Bode (1845-1929). Pochodził z rodziny o tradycjach artystycznych: jego dziadek Hans St. i ojciec Hans Mł. byli malarzami, stryj Ivo zaś snycerzem. Uczył się u swego ojca. Był zapewne wiele lat pomocnikiem w cudzych warsztatach. W l. 1493-94 współpracował w Ulm z Bartholomäusem Zeitblomem. Piastował kilka urzędów we władzach miasta Memmingen. W 1517 został członkiem rady miejskiej. Był nadwornym malarzem cesarza Maksymiliana I. W 1507 w Konstancji po raz pierwszy wykonał jego portret. W 1515 wyjechał do Wiednia, gdzie malował portrety rodziny cesarskiej i mieszczan. 

## Twórczość
Malował głównie obrazy ołtarzowe oraz portrety. Jego prace o tematyce religijnej mają mniejszą wartość artystyczną, lecz są uważane za cenne źródło wiedzy historycznej. Prace artysty znajdują się m.in. w Starej Pinakotece w Monachium, Gemäldegalerie w Berlinie oraz w  Muzeum Historii Sztuki w Wiedniu. Część jego dorobku została zniszczona w czasie reformacji. Styl Strigla jest charakterystyczny dla okresu przejściowego między gotykiem a renesansem.

### Ołtarze
- Ołtarz Trzech Króli -  1500, Memmingen
- Ołtarz Świętej Rodziny -  1505, Mindelheim (obecnie w Germanisches Nationalmuseum, Norymberga
- Ołtarz z Madonną -  1507-08, Salem
- Ołtarz NMP -  ok. 1515, Schussenried

### Wybrane dzieła
- Portret mężczyzny -  1493-94, 15 x 12,7 cm,  Gemäldegalerie, Berlin
- Portret Sybilli von Freyberg -  ok. 1505, 61 x 35,8 cm, Stara Pinakoteka, Monachium
- Święta Rodzina -  ok. 1505, Germanisches Nationalmuseum, Norymberga
- Ukrzyżowanie -  ok. 1510, 143 x 103 cm, Galeria Narodowa, Praga
- Portret cesarza Maksymiliana I z rodziną -  1515, Kunsthistorisches Museum, Wiedeń
- Portret króla Ludwika Węgierskiego -  1515, 29 × 22 cm, Kunsthistorisches Museum, Wiedeń
- Obraz wotywny Władysława II Jagiellończyka i jego dzieci Anny i Ludwika -  1515, 43 × 30,8 cm, Szépművészeti Múzeum, Budapeszt
- Portret Konrada Rehlingera -  1517, 209 x 101 cm, Stara Pinakoteka, Monachium
- Chrystus opuszczający swoją Matkę -  ok. 1520, 86,5 x 71,5 cm, Gemäldegalerie, Berlin
- Obnażenie Chrystusa -  ok. 1520, 87 x 72 cm, Gemäldegalerie, Berlin
- Św. Maria Kleofasowa z rodziną -  1520-28, 125,5 x 65,8 cm, National Gallery of Art, Waszyngton
- Św. Maria Salome z rodziną -  1520-28, 125 x 65,7 cm, National Gallery of Art, Waszyngton
- Portret Johanna II, hrabiego Montfort i Rothenfels  1523, 30 x 22,5 cm, Narodowa     Galeria Irlandii, Dublin
- Margarethe Vohlin -  1527, 43 x 30 cm, National Gallery of Art, Waszyngton
- Hans Roth -  1527, 43 x 30 cm, National Gallery of Art, Waszyngton